# 茨城交通神峰営業所
茨城交通神峰営業所（いばらきこうつうかみねえいぎょうしょ）は、茨城県日立市滑川町に位置する茨城交通の営業所。
2019年（平成31年）4月30日までは日立電鉄交通サービスの営業所であった。

## 沿革
- 2019年（令和元年）5月1日 - 茨城交通が日立電鉄交通サービスを吸収合併。茨城交通神峰営業所となる。
- 2020年（令和2年）4月1日 - 45系統・日立駅〜シーマークスクエア線を運行開始。[1]
- 2021年（令和3年）10月1日 - 高萩市街地循環線を休止し、利用したいときにバスを呼び出すことができる呼出型最適経路バス「MyRideのるる」を運行している[2]。
- 2022年（令和4年）4月1日 - 日立駅〜（日立総合病院）〜城南台線の経路を鳩ヶ丘経由から日立工業高校前経由（助川城址通り経由）に変更。[3]
- 2022年（令和4年）6月1日 - グリーンタウン上合団地〜田尻団地〜日立総合病院線、日立駅〜日立総合病院線、日立駅〜日立総合病院〜城南台線、日立駅〜城南台線に系統番号を付与。（それぞれ7、50、50、51）[4]
- 2023年（令和5年）4月1日 - 35系統、85系統、7系統の3系統を廃止[5]。
- 2023年（令和5年）10月1日 - 南中郷駅〜グリーンヒル中郷線を北茨城市巡回バスへ移行のため廃止。[6]
- 2024年（令和6年）4月1日 - 2系統・4系統・47山系統・83系統区間便（高砂工場入口〜日立北高入口〜十王駅）、高萩駅〜イオン高萩店前〜高萩協同病院線を廃止（後述）。42省系統（成沢団地〜省線門〜日立駅）のうち日立駅方面行きを神峰営業所まで延長。77系統（日立駅〜豊良台団地〜十王駅）が小木津駅前に乗り入れ開始[7]。
- 2024年（令和6年）10月1日 - 高萩駅〜総合福祉センター〜松岡公民館〜高萩協同病院〜関口〜千代田線を新設[8]。

## 現行路線

### 一般路線

#### 常陸多賀駅・日立駅発着
- 1：上田沢アパート前 → 滑川十文字 → 神峰公園口 → 兎平 → 油縄子仲町 → 諏訪十文字 → 多賀市民プラザ - 多賀駅前
- 1：神峰営業所 - 神峰公園口 - 兎平 - 油縄子仲町 - 諏訪十文字 - 多賀市民プラザ - 多賀駅前
- 2：上田沢アパート前 → 滑川十文字 → 神峰公園口 → 銀行前 → 日立駅海岸口 → 鮎川 → 河原子 → 多賀駅前
  - 上田沢アパート行きは2024年4月改正で廃止。
- 2：神峰営業所 - 神峰公園口 - 日立市役所交通広場[注釈 1] - 弁天町 - 日立駅海岸口 - 鮎川 - ヨークタウン日立河原子[注釈 2] - 河原子 - 多賀駅前
- 5：グリーンタウン上合団地 → 滑川十文字 → 神峰公園口 → 銀行前 → 兎平 → 油縄子仲町 → 諏訪 - 多賀駅前
- 40：神峰営業所 - 大平／日立警察署前[注釈 3] - 日立駅中央口
- 40明：日立駅中央口 → （直行） → 明秀学園日立[5]
- 42：神峰営業所 - 大平／日立警察署前[注釈 3] - 日立駅中央口 - 銀行前 - （健康管理センター） - 兎平 - （山の神団地） - 成沢団地
  - 健康管理センターや山の神団地を経由しない便もある。
- 42省：神峰営業所 ← 大平／日立警察署前[注釈 3] ← 日立駅中央口 ← 省線門 ← 兎平 ← 成沢団地
- 42省：日立駅中央口 → 省線門 → 兎平 → 成沢団地
- 45：日立駅中央口 - 大平／日立警察署前[注釈 3] - シーマーク・スクエア
- 47：神峰営業所 - 大平／日立警察署前[注釈 3] - 日立駅中央口 - 銀行前 - （健康管理センター） - 兎平 - 日専校 - 青葉台団地 - 堂平団地
  - 健康管理センターを経由しない便もある。
- 47省：神峰営業所 - 大平／日立警察署前[注釈 3] - 日立駅中央口 - 省線門 - 兎平 - 日専校 - 青葉台団地 - 堂平団地
- 47省：高鈴台団地 - 芝内 - 銀行前 - 日立駅中央口 - 省線門 - 兎平 - 日専校 - 青葉台団地 - 堂平団地
- 50：日立駅中央口 - 銀行前 - 日立総合病院 - 日立工業高校前 - 城南台
- 50：日立駅中央口 - 銀行前 - 日立総合病院
- 51：日立駅中央口 - 銀行前 - 日立工業高校前 - 城南台
- 54：多賀駅前 → 多賀市民プラザ → 諏訪十文字 → 油縄子仲町 → 兎平 → 銀行前 → 日立駅中央口 → 大平 → 山崎工場
- 54：日立駅中央口 - 大平／日立警察署前[注釈 3] - 山崎工場
- 54：日立駅中央口 → （直行） → 山崎工場
- 63[平日往路]：日立駅中央口 - 銀行前 - 日立市役所交通広場 - どうぶつえん入口 - レジャーランド入口 - グリーンタウン上合団地 - 小木津駅入口 - マルト滑川店前 - 神峰営業所前
- 63[平日復路]：神峰営業所前 - マルト滑川店前 - 小木津駅入口 - グリーンタウン上合団地 - レジャーランド入口 - 仲町小学校前 - 日立市役所交通広場 - 銀行前 - 日立駅中央口
- 63[土休日往路]：日立駅中央口 - 銀行前 - 日立市役所交通広場 - どうぶつえん入口 - レジャーランド入口 - かみね市民プール前 - 鞍掛山
- 63[土休日復路]：鞍掛山 - かみね市民プール前 - レジャーランド入口 - 仲町小学校前 - 日立市役所交通広場 - 銀行前 - 日立駅中央口
- 64山：堂平団地 → 青葉台団地 → 日専校 → 城南町一丁目 → 日製山側門 → 日立駅中央口 → 銀行前 → 芝内
- 65：日立駅中央口 - 銀行前 - 芝内 - 高鈴台団地
- 65：日立駅中央口 - ヒタチエ前[注釈 4][5]  - 日立市役所交通広場 - 桜塚[注釈 5] - 芝内 - 高鈴台団地 - 高鈴台公民館
- 69：多賀駅前 - 多賀国分工場前 - 鮎川 - 正門前 - 省線門 - 日立駅中央口
- 75：日立駅中央口 - 銀行前 - 神峰公園口 - 祝崎 - 上相田団地 - 小木津駅前
- 77：日立駅中央口 - 銀行前 - 神峰公園口 - 祝崎 - 上相田団地 - 小木津駅前 - 川尻海岸入口 - 豊良台団地 - 十王駅前
- 80：日立駅中央口 - 銀行前 - 神峰公園口 - 滑川十文字 - 小木津駅入口 - 横内 - 川尻海岸
- 82：日製山側門 - 省線門 - 日立駅中央口 - 銀行前 - 神峰公園口 - 滑川十文字 - グリーンタウン上合団地 - 鞍掛山
- 82：日立駅中央口 - 銀行前 - 神峰公園口 - 滑川十文字 - グリーンタウン上合団地 - 鞍掛山
- 83：日立駅中央口 - 銀行前 - 神峰公園口 - 滑川十文字 - 小木津駅入口 - 砂沢（いさごさわ） - 高砂工場入口 - 日立北高入口 - 十王駅前
- 84：日立駅中央口 - 銀行前 - 神峰公園口 - 滑川十文字 - 田尻団地

#### 高萩駅発着
- 高萩駅前 - （総合福祉センター） - 松岡公民館前 - 川側 - 高萩協同病院 - 千代田
- 高萩駅前 - 総合福祉センター - 松岡公民館前 - 穂積家前[注釈 6] - 高萩協同病院 - 関口
  - 高萩市総合福祉センターや高萩協同病院を経由しない便も存在したが、減便によって2023年現在では早朝の便が総合福祉センターを通らないのみとなっている。
- 高萩駅前 - 総合福祉センター - 松岡公民館前 - 穂積家前 - 高萩協同病院 - 関口 - 千代田[8]
- 高萩駅前 - （イオン高萩店前）[注釈 7] - 秋山小学校入口 - 和野 - 高萩協同病院
- 総合福祉センター → 高萩駅前 →  イオン高萩店 → 秋山小学校入口 → 和野 → 高萩協同病院
  - 大半の便が和野止まりで、高萩協同病院まで運行されるのは1日1往復のみ。和野発着の一部便はイオン高萩店を経由しない。
- 高萩駅前 - 高萩警察署前 - 高萩清松高校前

### 高速路線

#### 高萩・日立 - 東京線（ひたち号）
- ひたち号：高萩駅・国民宿舎鵜の岬・神峰営業所・日立駅前・常陸多賀駅 - 東京駅
  - JRバス関東との共同運行[9]。

#### 東京ディズニーリゾート線
- いわき・日立 - 東京ディズニーリゾート線：いわき駅・いわき中央IC・いわき湯本IC・いわき勿来IC・日立市役所・多賀市民プラザ - 東京ディズニーランド・東京ディズニーシー
  - 新常磐交通・京成トランジットバスと共同運行[10]。

#### 成田空港線
- ローズライナー：日立駅中央口・新田中内・東海駅東口・勝田営業所・勝田駅西口・水戸駅南口・水戸大洗IC・新鉾田駅・水郷潮来バスターミナル - 成田空港
  - 勝田営業所、日立南営業所、千葉交通（成田営業所）との共同運行[11]。

#### 羽田空港線
- 日立駅中央口・新田中内・東海駅東口・勝田営業所・勝田駅西口・水戸駅南口・水戸大洗IC - 羽田空港
  - 勝田営業所との共同運行[12]。

## 廃止・休止路線

### 一般路線

#### 2021年9月末限りで休止
- [高萩・市街地循環線]：高萩駅東口 - 高浜住宅前 - 高萩駅 - 総合福祉センター - 松岡公民館 - 高萩協同病院
- [高萩・市街地循環線]：高萩駅東口 - 高浜住宅前 - 高萩駅 - イオン高萩店前 - 高萩駅 - 総合福祉センター - 高萩モール前 - 総合福祉センター - 高萩駅 - イオン高萩店前 - 高萩駅 - 高浜住宅前 - 高萩駅東口   
  - 2021年10月1日より高萩市街地循環線を休止し、利用したいときにバスを呼び出すことができる呼出型最適経路バス「MyRideのるる」を運行している[2]。

#### 2023年3月末限りで廃止
- 35：多賀駅前 - 河原子十文字 - 水木小学校入口 - 翔洋学園高校前 - 大甕駅東口
- 85：グリーンタウン上合団地 - 滑川十文字  - 神峰公園口 - 銀行前 - 稲荷山門 - 省線門
- 7：グリーンタウン上合団地 - 田尻団地 - 滑川十文字 - 神峰公園口 - 銀行前 - 日立市保健センター前 - 日立総合病院

#### 2023年9月末限りで廃止
- 南中郷駅 - ニュータウン入口 - 汐見ヶ丘10丁目 - グリーンヒル中郷

#### 2024年3月末限りで廃止
- 2：神峰営業所 - 神峰公園口 - 銀行前 - 日立駅海岸口 - 鮎川 - 河原子 - 多賀駅前
- 4[中央線]：日立駅中央口 - 日製山側門 - 運動公園前 - 茨大前 - 工場入口 - 多賀駅前 - 多賀市民プラザ - （平和台） - 小咲台団地 - 平和台霊園
  - 多賀駅止まりの区間便や、平和台を経由しない便もあった。
- 4[中央線]：日立駅中央口 - 日製山側門 - 運動公園前 - 茨大前 - ケーズデンキ - 多賀駅前 - 多賀市民プラザ - （平和台） - 小咲台団地 - （潮見台団地） - 平和台霊園
  - 平和台あるいは潮見台団地を経由しない便もあった。
- 4[中央線]：平和台霊園 - 小咲台団地 - 多賀市民プラザ - 多賀駅前 - 多賀中学校前 - 茨大前 - 運動公園前 - 省線門 - 日立駅中央口
  - 4系統の路線群は日立南営業所管轄分については運行継続。
- 47山：神峰営業所 - 大平／日立警察署前[注釈 3] - 日立駅中央口 - 日製山側門 - 兎平 - 日専校 - 青葉台団地 - 堂平団地
- 83：高砂工場入口 → 日立北高入口 → 十王駅前

## 車両
2019年（平成31年）まで日立電鉄交通サービスの営業所だったため、一般乗合車両については同社から転籍した車両が引き続き使用されている。
所属車両は自社発注車と中古車を平行して導入している。